# Niemcy na Mistrzostwach Świata w Lekkoatletyce 2013
Niemcy na Mistrzostwach Świata w Lekkoatletyce 2013 – reprezentacja Niemiec podczas Mistrzostw Świata w Moskwie.
W reprezentacji znalazło się siedmiu medalistów igrzysk olimpijskich w Londynie. Dwóch lekkoatletów broni w Moskwie złota zdobytego indywidualnie podczas Mistrzostw Świata 2011 – David Storl (pchnięcie kulą) oraz Robert Harting (rzut dyskiem). Uzyskali oni automatyczną kwalifikację na światowy czempionat w Moskwie, bez konieczności wypełnienia minimum.
Do składu reprezentacji automatycznie zakwalifikowała się także triumfatorka Diamentowej Ligi z roku 2012 Silke Spiegelburg.
Z grona indywidualnych medalistów ostatniej edycji mistrzostw świata, w Moskwie z powodu kontuzji nie wystąpili Matthias de Zordo oraz Jennifer Oeser.

## Występy reprezentantów Niemiec

### Mężczyźni

#### Konkurencje biegowe
| Konkurencja                   | Zawodnik                                                 | Runda 1      | Runda 1 | Półfinał | Półfinał | Finał      | Finał   |
| Konkurencja                   | Zawodnik                                                 | Rezultat     | Pozycja | Rezultat | Pozycja  | Rezultat   | Pozycja |
| ----------------------------- | -------------------------------------------------------- | ------------ | ------- | -------- | -------- | ---------- | ------- |
| Bieg na 100 m                 | Martin Keller                                            | 10,32        | 34.     | NQ       | NQ       | NQ         | NQ      |
| Bieg na 100 m                 | Julian Reus                                              | 10,27        | 30.     | NQ       | NQ       | NQ         | NQ      |
| Bieg na 1500 m                | Carsten Schlangen                                        | 3:40,31      | 23. Q   | 3:44,44  | 22.      | NQ         | NQ      |
| Bieg na 1500 m                | Homiyu Tesfaye                                           | 3:38,66      | 10. Q   | 3:36,51  | 6. q     | 3:37,03    | 5.      |
| Bieg na 5000 m                | Arne Gabius                                              | 13:34,26     | 26.     | —        | —        | NQ         | NQ      |
| Bieg na 110 m przez płotki    | Erik Balnuweit                                           | 13,68        | 24.     | NQ       | NQ       | NQ         | NQ      |
| Bieg na 400 m przez płotki    | Silvio Schirrmeister                                     | DNS          | DNS     | NQ       | NQ       | NQ         | NQ      |
| Bieg na 3000 m z przeszkodami | Steffen Uliczka                                          | 8:28,32      | 17.     | —        | —        | NQ         | NQ      |
| Chód na 20 km                 | Christopher Linke                                        | —            | —       | —        | —        | 1:22:36    | 9.      |
| Sztafeta 4 × 100 m            | Lucas Jakubczyk Sven Knipphals Julian Reus Martin Keller | 38,13 (SB)   | 3.      | —        | —        | 38,04 (SB) | 4.      |
| Sztafeta 4 × 400 m            | David Gollnow Eric Krüger Thomas Schneider Jonas Plass   | 3:02,62 (SB) | 12.     | —        | —        | NQ         | NQ      |

#### Konkurencje techniczne
| Konkurencja    | Zawodnik           | Eliminacje | Eliminacje | Finał      | Finał   |
| Konkurencja    | Zawodnik           | Rezultat   | Pozycja    | Rezultat   | Pozycja |
| -------------- | ------------------ | ---------- | ---------- | ---------- | ------- |
| Skok w dal     | Sebastian Bayer    | 7,95       | 10. q      | 7,98       | 9.      |
| Skok w dal     | Alyn Camara        | 7,77       | 18.        | NQ         | NQ      |
| Skok w dal     | Christian Reif     | 8,09       | 4. q       | 8,22       | 6.      |
| Skok o tyczce  | Raphael Holzdeppe  | 5,55       | 7. q       | 5,89       | złoto   |
| Skok o tyczce  | Malte Mohr         | 5,55       | 3. q       | 5,82       | 5.      |
| Skok o tyczce  | Björn Otto         | 5,55       | 7. q       | 5,82       | brąz    |
| Rzut młotem    | Markus Esser       | 75,90      | 10. q      | 76,25      | 10.     |
| Rzut oszczepem | Lars Hamann        | 77,10      | 24.        | NQ         | NQ      |
| Rzut oszczepem | Thomas Röhler      | 74,45      | 30.        | NQ         | NQ      |
| Rzut oszczepem | Bernhard Seifert   | 80,02      | 14.        | NQ         | NQ      |
| Rzut dyskiem   | Christoph Harting  | 62,28      | 13.        | NQ         | NQ      |
| Rzut dyskiem   | Robert Harting     | 66,62      | 1. Q       | 69,11      | złoto   |
| Rzut dyskiem   | Martin Wierig      | 64,06      | 6. q       | 65,02      | 4.      |
| Pchnięcie kulą | David Storl        | 20,71      | 4. Q       | 21,73 (SB) | złoto   |
| Dziesięciobój  | Pascal Behrenbruch | —          | —          | 8316       | 11.     |
| Dziesięciobój  | Rico Freimuth      | —          | —          | 8382       | 7.      |
| Dziesięciobój  | Michael Schrader   | —          | —          | 8670       | srebro  |

### Kobiety

#### Konkurencje biegowe
| Konkurencja                   | Zawodnik                                            | Runda 1    | Runda 1 | Półfinał | Półfinał | Finał    | Finał   |
| Konkurencja                   | Zawodnik                                            | Rezultat   | Pozycja | Rezultat | Pozycja  | Rezultat | Pozycja |
| ----------------------------- | --------------------------------------------------- | ---------- | ------- | -------- | -------- | -------- | ------- |
| Bieg na 100 m                 | Tatjana Pinto                                       | 11,38      | 22. q   | 11,54    | 24.      | NQ       | NQ      |
| Bieg na 100 m                 | Verena Sailer                                       | 11,11      | 5. Q    | 11,16    | 10.      | NQ       | NQ      |
| Bieg na 400 m                 | Esther Cremer                                       | 52,17      | 20. q   | 52,42    | 22.      | NQ       | NQ      |
| Bieg na 1500 m                | Diana Sujew                                         | 4:09,40    | 25.     | NQ       | NQ       | NQ       | NQ      |
| Bieg na 10 000 m              | Sabrina Mockenhaupt                                 | —          | —       | —        | —        | DNF      | DNF     |
| Bieg na 100 m przez płotki    | Nadine Hildebrand                                   | 13,16      | 18. Q   | 13,04    | 16.      | NQ       | NQ      |
| Bieg na 3000 m z przeszkodami | Gesa Felicitas Krause                               | 9:42,19    | 15. q   | —        | —        | 9:37,11  | 9.      |
| Bieg na 3000 m z przeszkodami | Antje Möldner-Schmidt                               | 9:28,87    | 4. Q    | —        | —        | 9:34,06  | 8.      |
| Sztafeta 4 × 100 m            | Yasmin Kwadwo Inna Weit Tatjana Pinto Verena Sailer | 42,65 (SB) | 5. q    | —        | —        | 42,90    | 4.      |

#### Konkurencje techniczne
| Konkurencja    | Zawodnik                   | Eliminacje | Eliminacje | Finał      | Finał   |
| Konkurencja    | Zawodnik                   | Rezultat   | Pozycja    | Rezultat   | Pozycja |
| -------------- | -------------------------- | ---------- | ---------- | ---------- | ------- |
| Skok w dal     | Lena Malkus                | 6,49       | 16.        | NQ         | NQ      |
| Skok w dal     | Malaika Mihambo            | 6,49       | 17.        | NQ         | NQ      |
| Skok w dal     | Sosthene Taroum Moguenara  | 6,63       | 8. q       | 6,42       | 12.     |
| Skok o tyczce  | Kristina Gadschiew         | 4,55       | 9. q       | 4,45       | 10.     |
| Skok o tyczce  | Carolin Hingst             | 4,45       | 16.        | NQ         | NQ      |
| Skok o tyczce  | Liza Ryzih                 | 4,55       | 8. q       | 4,55       | 8.      |
| Skok o tyczce  | Silke Spiegelburg          | 4,55       | 1. q       | 4,75       | 4.      |
| Skok wzwyż     | Marie-Laurence Jungfleisch | 1,92       | 11. q      | NM         | NM      |
| Rzut młotem    | Betty Heidler              | 68,83      | 18.        | NQ         | NQ      |
| Rzut młotem    | Kathrin Klaas              | 68,34      | 20.        | NQ         | NQ      |
| Rzut oszczepem | Katharina Molitor          | 60,32      | 13.        | NQ         | NQ      |
| Rzut oszczepem | Christina Obergföll        | 62,36      | 7. Q       | 69,05 (SB) | złoto   |
| Rzut oszczepem | Linda Stahl                | 64,51      | 3. Q       | 64,78      | 4.      |
| Rzut dyskiem   | Julia Fischer              | 60,09      | 13.        | NQ         | NQ      |
| Rzut dyskiem   | Nadine Müller              | 63,16      | 5. Q       | 64,47      | 4.      |
| Pchnięcie kulą | Christina Schwanitz        | 19,18      | 4. Q       | 20,41      | srebro  |
| Pchnięcie kulą | Josephine Terlecki         | 17,87      | 13.        | NQ         | NQ      |
| Siedmiobój     | Kira Biesenbach            | —          | —          | DNF        | DNF     |
| Siedmiobój     | Julia Mächtig              | —          | —          | 6021       | 17.     |
| Siedmiobój     | Claudia Rath               | —          | —          | 6462       | 4.      |